# Coenonympha vorbrodti
Coenonympha vorbrodti är en fjärilsart som beskrevs av Vorbrodt 1921. Coenonympha vorbrodti ingår i släktet Coenonympha och familjen praktfjärilar. Inga underarter finns listade i Catalogue of Life.